# Okres Proszowice
Okres Proszowice (polsky Powiat proszowicki) je okres v polském Malopolském vojvodství. Rozlohu má 414,57 km² a v roce 2020 zde žilo 43 057 obyvatel. Sídlem správy okresu je město Proszowice.

## Gminy
Městsko-vesnické:
- Koszyce
- Nowe Brzesko
- Proszowice

Vesnické:
- Koniusza
- Pałecznica
- Radziemice

## Města
- Koszyce
- Nowe Brzesko
- Proszowice

## Sousední okresy
| Růžice kompasu |        | Miechów          | Kazimierza | Růžice kompasu |
| Růžice kompasu | Krakov | Sever            | Tarnów     | Růžice kompasu |
| Růžice kompasu | Krakov | Okres Proszowice | Tarnów     | Růžice kompasu |
| Růžice kompasu | Krakov | Jih              | Tarnów     | Růžice kompasu |
| Růžice kompasu |        | Bochnia          | Brzesko    | Růžice kompasu |